# 黒川流
黒川流（くろかわりゅう）とは、捕縄術を表芸とする武術の流派である。

## 概要
広島で伝承されていた日域無双一學流捕手の分派である。
ある時期から捕縄術の占める割合が飛躍的に高まった。

## 技法
捕縄術を表芸としている。